# Русские поют
«Русские поют» (англ. Russians are Singing) — совместный студийный альбом российских рок-музыкантов Петра Мамонова и Василия Шумова, записанный и выпущенный в 1994 году при участии лейбла Lava Production Studio. Представляет собой набор кавер-версий на песни знаменитых западных рок-групп.
Мамонов и Шумов, будучи давними друзьями, задумывались о совместной работе уже очень давно, однако петь песни из репертуара своих групп «Звуки Му» и «Центр» им не хотелось. Изначально они планировали сделать альбом целиком из кавер-версий Фрэнка Синатры, тем не менее, его репертуар слишком широк, и было невозможно выбрать из него десять отдельных композиций. Концепция «Русские поют» пришла к Шумову после прослушивания пластинки Pink Floyd Wish You Were Here — он вспомнил, что Мамонову тоже нравилась эта запись, и попробовал вспомнить ещё несколько песен, которые хорошо знакомы обоим музыкантам. Идея альбома заключалась в том, чтобы песни знаменитых западных рокеров остались узнаваемыми, но имели бы другое «измерение».
Работа над альбомом началась в октябре 1994 года после того как Мамонов на несколько дней приехал в Лос-Анджелес в гости к Шумову. Сначала записали вокал и некоторые гитарные партии, а потом, уже после отъезда Мамонова, Шумов пригласил сессионных американских музыкантов и вплоть до декабря завершал сведение с ними. Помещённая на обложку фотография отсылается к обложке Wish You Were Here, где тоже изображены два здоровающихся друг с другом человека, один из которых объят пламенем.
Как отмечал в своей книге журналист Сергей Гурьев, «Петя с Васей спели, может быть, и кустарно, но зато с таким обаянием, которого подчас недоставало даже оригинальным версиям».
Позже Шумов планировал сделать по такому же принципу что-то вроде «Русские поют 2», пригласив к сотрудничеству трёх-четырёх других исполнителей, но эта идея в итоге так и не была реализована.

## Список композиций
| №                   | Название                 | Автор(ы)                     | Длительность |
| ------------------- | ------------------------ | ---------------------------- | ------------ |
| 1.                  | «Welcome to the Machine» | Роджер Уотерс                | 3:48         |
| 2.                  | «My Love»                | Пол Маккартни                | 4:31         |
| 3.                  | «In My Life»             | Леннон-МакКартни             | 3:17         |
| 4.                  | «Bennie and the Jets»    | Элтон Джон                   | 4:53         |
| 5.                  | «I'm Losing You»         | Джон Леннон                  | 4:17         |
| 6.                  | «Maggie May»             | Род Стюарт                   | 4:50         |
| 7.                  | «Don't Wait»             | Джей Джей Кейл               | 4:26         |
| 8.                  | «Mother»                 | Джон Леннон                  | 4:12         |
| 9.                  | «Fly Like an Eagle»      | Стив Миллер                  | 4:14         |
| 10.                 | «Sharp Dressed Man»      | Б. Гиббонс, Д. Хилл, Ф. Бирд | 3:38         |
| Общая длительность: | Общая длительность:      | Общая длительность:          | 42:05        |

## Участники записи
- Peter Mamonov: acoustic guitar (8), lead guitar, vocals (1, 3, 5, 7, 8, 10)
- Vasily Shumov: bass, keyboards (1), vocals (2..4, 6, 9)
- Tamara Andersen: female vocals
- Fast Freddy: acoustic guitar, guitar, bass (2, 4, 6, 7, 10)
- Marusia Harasymiw: female vocals
- Russell Hitchcock: vocals (2, 8)
- Tracee Lewis: female vocals
- Sandy Stein: keyboards (2..6, 8)